# Richard Paul Pavlick
Richard Paul Pavlick (Boston, 13 februari 1887 - Manchester, 11 november 1975) was, op het moment dat hij bekend werd, een gepensioneerd medewerker van de posterijen die de toen net gekozen president John F. Kennedy stalkte met het doel hem om te brengen.

## Persoonlijk leven
Pavlick had bij een postkantoor in Boston (Massachusetts) gewerkt als kantoorchef. Na zijn pensionering, ergens in de jaren 1950, was hij in Belmont (New Hampshire) gaan wonen. Hij was vrijgezel en had geen kinderen. Pavlick raakte lokaal bekend doordat hij tijdens openbare bijeenkomsten vaak hevige kritiek uitte op de overheid, vaak op futiele zaken, bijvoorbeeld dat de Amerikaanse vlag niet correct werd getoond. Hij bekritiseerde de Amerikaanse regering, en gaf af op katholieken, waarbij zijn woedde zich vooral richtte op de (rooms-katholieke) familie Kennedy en hun rijkdom. Pavlick verdacht het lokale waterbedrijf ervan het leidingwater te vergiftigen, en bedreigde daarom zelfs het hoofd van dat bedrijf eens met een vuurwapen.

## Planning en poging tot moord

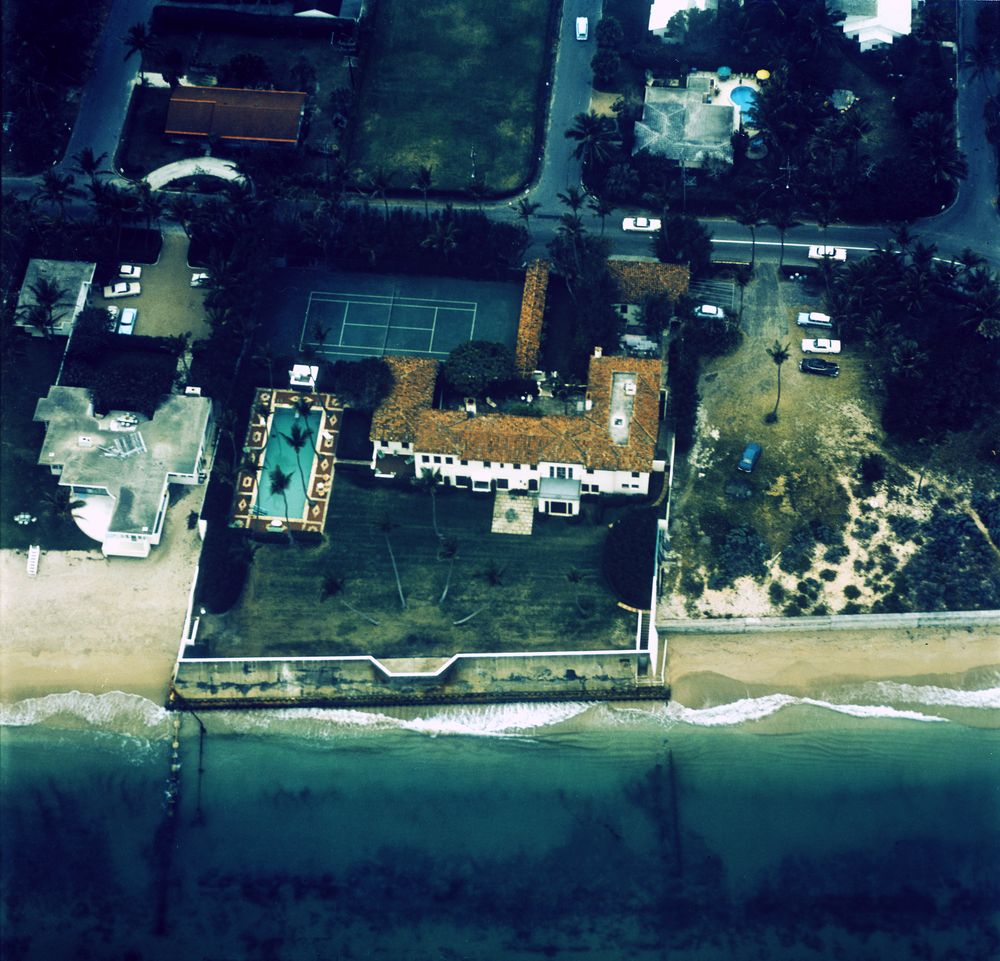
Het huis van de Kennedy's in Palm Beach

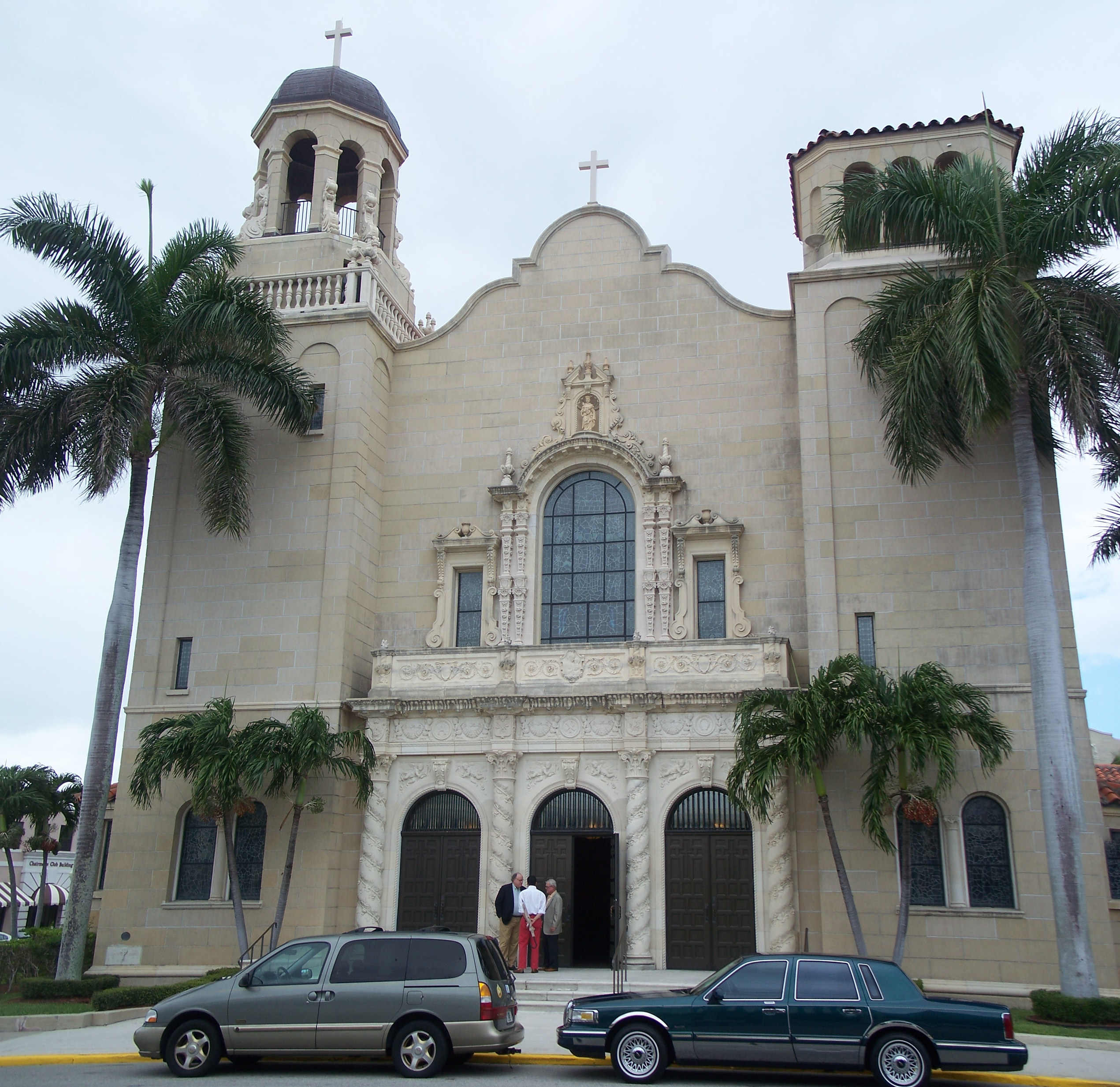
Saint Edward Church, Palm Beach

Nadat John F. Kennedy in 1960 vicepresident Richard Nixon bij de presidentsverkiezingen had verslagen, besloot de inmiddels 73-jarige Richard Paul Pavlick dat hij Kennedy om het leven ging brengen. Hij verkocht zijn huis aan een lokale jeugdorganisatie, laadde zijn schamele bezittingen in zijn auto (een Buick), en vertrok. Kort daarop begon Thomas Murphy, de chef van het postkantoor van Belmont, bizarre briefkaarten te ontvangen, waarop Pavlick liet weten dat het stadje weldra op grootse wijze van hem zou horen. Murphy merkte op dat de briefkaarten steeds gepost waren op een plek waar Kennedy ook juist een bezoek bracht, en hij alarmeerde de politie. Die lichtte op zijn beurt de veiligheidsdienst in. 
De veiligheidsdienst ondervroeg de lokale bevolking, waarbij ze te horen kreeg over Pavlicks verbale uitbarstingen, en ontdekte dat hij kort daarvoor dynamiet had gekocht. Tijdens zijn omzwervingen bleek hij ook het landgoed van de Kennedy's in Hyannis Port (Massachusetts) te hebben bezocht, waarbij hij foto's van het huis had gemaakt en zich op de hoogte had gesteld van de beveiliging. De veiligheidsdienst tipte daarop de politie van onder meer Palm Beach (Miami, Florida), waar de Kennedy's een huis hadden, om uit te kijken naar Pavlicks Buick.
Op donderdag 15 december werd Pavlicks auto gesignaleerd terwijl hij de plaats binnenreed. De politie stopte de auto, waarin ze zeven staven dynamiet aantrof, en arresteerde Pavlick. Na zijn arrestatie verklaarde Pavlick dat het presidentschap en het Witte Huis waren gekocht met het geld van de Kennedy's, en dat hij het zotte idee had opgevat om Kennedy ervan te weerhouden president te worden. De kranten meldden het incident, maar besteedden er niet veel aandacht aan omdat er juist die dag ook een groot vliegtuigongeluk had plaatsgehad boven New York, met 134 dodelijke slachtoffers als gevolg. Bovendien, zo meldden ze, was er van een werkelijk gevaar geen sprake geweest omdat Pavlick nooit echt in de buurt van president Kennedy was gekomen.
Richard Pavlick verklaarde later zelf dat hij al eerder, op zondag 11 december 1960, even voor tien uur, zijn auto had geparkeerd voor het huis in Palm Beach, waar Kennedy zich op dat moment klaarmaakte om naar de mis in Saint Edward Church te gaan. Hij had staven dynamiet in de auto aangebracht en was van plan zichzelf, samen met Kennedy, op te blazen. Hij zag echter van deze poging af toen Kennedy niet alleen maar samen met zijn vrouw en hun twee jonge kinderen naar buiten kwam. Wachtend op een volgende gelegenheid, zou hij in de navolgende dagen de kerk waar Kennedy heen ging, hebben verkend.

## Na de arrestatie
Op 27 januari 1961 werd Pavlick opgenomen op de gesloten afdeling van het psychiatrisch ziekenhuis van Springfield (Missouri), waar hij zeven weken later in staat van beschuldiging werd gesteld wegens het bedreigen van Kennedy's leven. Op 2 december 1963, tien dagen na de moord op president Kennedy in Dallas, oordeelde de rechter dat Pavlick toerekeningsvatbaar was maar bepaalde desondanks dat hij opgenomen diende te blijven. De federale regering trok in augustus 1964 de aanklacht in. Op 13 december 1966 kwam Pavlick vrij.
Pavlick stierf in 1975 op 88-jarige leeftijd in een ziekenhuis in Manchester, New Hampshire.